# Loretto (Pennsylvania)
|  | Dieser Artikel wurde aufgrund von inhaltlichen Mängeln auf der Qualitätssicherungsseite des Projektes USA eingetragen. Hilf mit, die Qualität dieses Artikels auf ein akzeptables Niveau zu bringen, und beteilige dich an der Diskussion! Eine nähere Beschreibung der zu behebenden Mängel fehlt. |

Loretto ist eine Gemeinde (Borough) im Cambria County im US-Bundesstaat Pennsylvania. Das U.S. Census Bureau hat bei der Volkszählung 2020 eine Einwohnerzahl von 1.196 auf einer Fläche von 2,6 km² ermittelt. Die Bevölkerungsdichte liegt bei 460 pro km².
Der Ort wurde vom katholischen Priester Demetrius Augustinus Gallitzin gegründet und erhielt 1799 seinen Namen nach dem italienischen Wallfahrtsort Loreto. Seit 1845 hat Loretto den Status eines Boroughs. In der Nähe befindet sich die Federal Correctional Institution, Loretto (FCI Loretto), ein US-amerikanisches Bundesgefängnis der mittleren Sicherheitsstufe.